# Col de Banyuls
Der Col de Banyuls, Katalanisch Coll de Banyuls, ist ein 361 Meter hoher Bergpass in der Serra de l’Albera, der Katalonien mit Nordkatalonien verbindet. Über ihn verläuft die französisch-spanische Staatsgrenze.

## Toponymie
Der Col de Banyuls hieß vormals Col d’Espils bzw. Coll d’Espils. Sein Name wurde dann auf die beiden Ansiedlungen unterhalb der Passhöhe übertragen: Les Abeilles auf der französischen Seite und Espolla auf der spanischen Seite. Das Wort Espils dürfte wahrscheinlich vom Lateinischen specula abgeleitet sein und bezieht sich auf einen Wachtturm (turris speculatoria).

## Geographische Lage
Neben dem Col du Perthus und dem Coll dels Belitres ist der Col de Banyuls einer der drei Straßenpässe im Albères-Massiv. Er verbindet die am Mittelmeer gelegene französische Gemeinde Banyuls-sur-Mer (Katalanisch Banyuls de la Marenda) im Département Pyrénées-Orientales mit der spanischen Gemeinde Espolla, die zur katalanischen Comarca Alt Empordà gehört. Die spanische Seite unmittelbar an der Passhöhe liegt jedoch auf dem Gebiet der Gemeinde Rabós.
Der Pass überquert das Albères-Massiv auf einer Höhe von 361 Meter. Topographisch bildet er die Einsattlung zwischen dem 713 Meter hohen Puig de la Calma im Südosten und dem 699 Meter hohen Pic Estela im Nordwesten. Von Banyuls-sur-Mer sind es 10 Kilometer bis zur Passhöhe, wobei die Straße (Route des Mas) dem Fluss Baillaury bergauf nach Südwesten folgt. Von Espolla auf der katalanischen Seite sind es 11 Kilometer, hier folgt die Straße (Carrer de Banyuls) dem Tal der Orlina nach Nordosten.
Unmittelbar an der Südseite des Passüberganges befindet sich die Grenzmarkierung N° 591. Weiter hinten ist ein Wasserspeicher (Höhenspeicher) installiert. Weiter nach Südosten am Grat folgt dann das Grenzkreuz N° 592. An der Nordseite des Passübergangs steht eine Hinweistafel auf die grenzüberschreitende Feuergefahr zusammen mit einer Holztafel über ein Projekt zur Feuereindämmung. Auf derselben Seite liegt etwas weiter zurückversetzt ein ehemaliger Bunker, der jetzt vom Centre Excursionista Empurdanès als Schutzhütte genutzt wird. 
Auf der französischen Seite linkerhand unterhalb der Passhöhe ließ General Charles de Gaulle im Juni 1944 ein Mahnmal zur Befreiung Frankreichs durch die Résistance errichten. An den Spanischen Bürgerkrieg (1936 bis 1939) und die anschließende Retirada erinnern hier außerdem drei Hinweisschilder. 
Für Ausflüge ins Albères-Massiv stellt der Pass einen beliebten Ausgangspunkt dar. Überdies bildet er einen vorzüglichen Blickpunkt auf die Côte Vermeille. Aus der Ebene des Alt Empordà im Süden kann der Col de Banyuls praktisch von überall eingesehen werden.

## Geologie
Der geologische Untergrund des Col de Banyuls wird aus paläozoischen Schiefern des Albères-Massivs aufgebaut. Die gegen Ende der variszischen Gebirgsbildung im Oberkarbon vor rund 300 Millionen Jahren BP metamorphosierten Gesteine sind älter als 470 Millionen Jahre. Sie sind relativ niedrig metamorph und gehören zur Chloritzone der Grünschieferfazies.

## Geschichte
Der Col de Banyuls hat eine lange Geschichte hinter sich, die wahrscheinlich bis in die Antike zurückreicht. Sehr wahrscheinlich verlief über ihn die Via Heraclea und möglicherweise auch ein Seitenzweig der Via Domitia.
Unter General Antonio Ricardos versuchten die spanischen Truppen im Jahr 1793 eine Invasion des Roussillons (Krieg von Roussillon), stießen aber in der Schlacht am Col de Banyuls auf erbitterten Widerstand der einheimischen Bevölkerung.

## Photogalerie

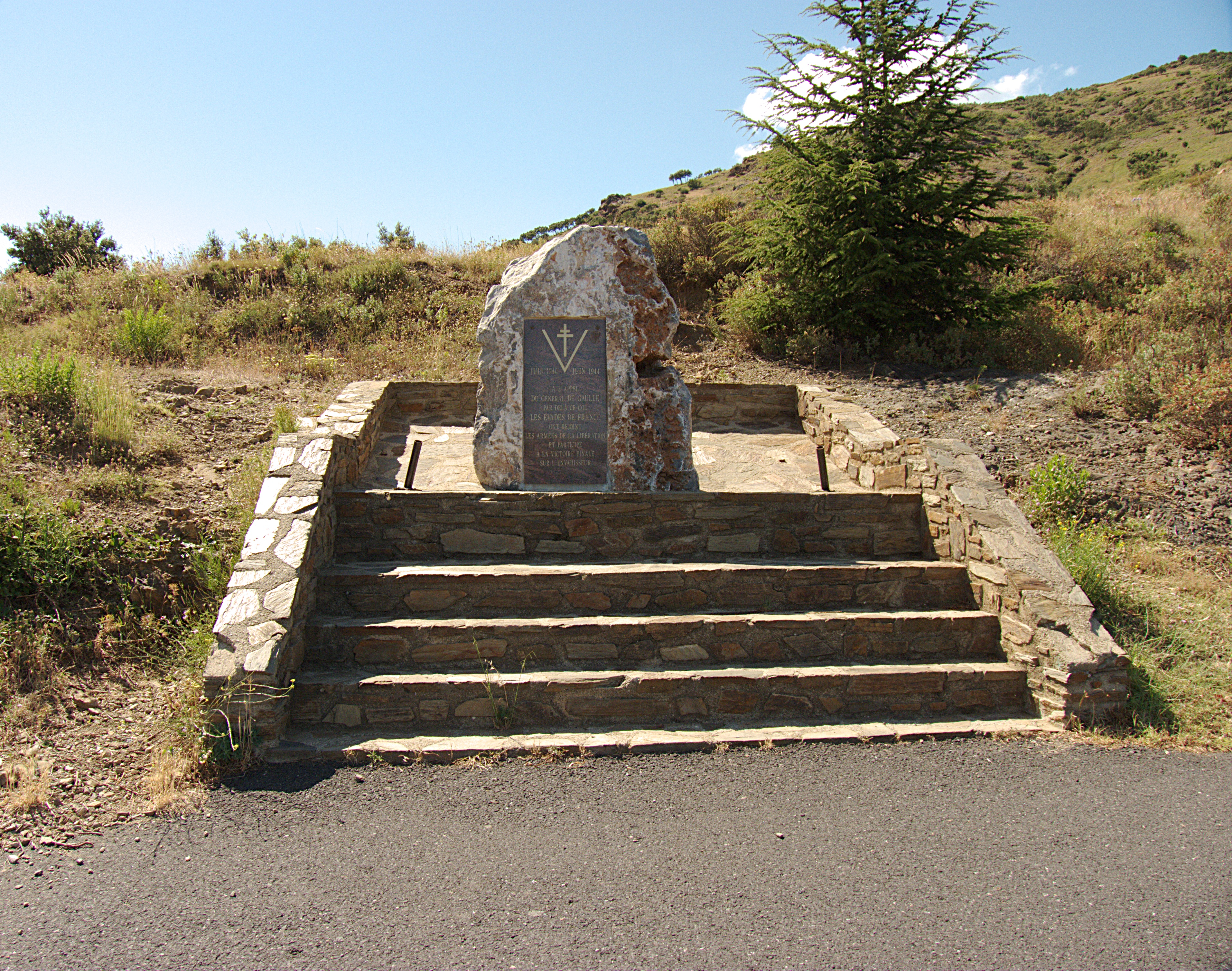
Mahnmal der Résistance vom Juni 1944
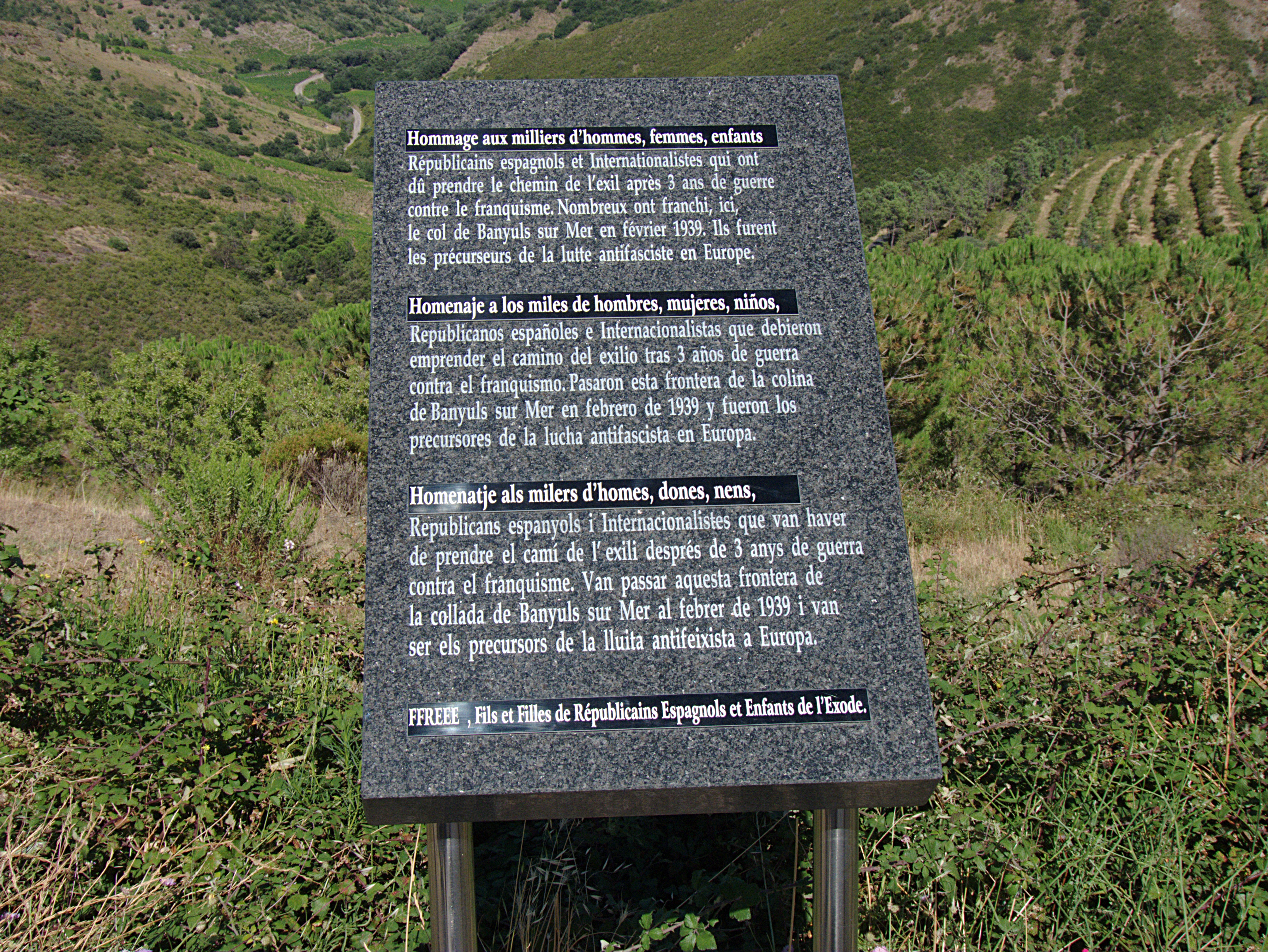
Panel zur Erinnerung an die Retirada
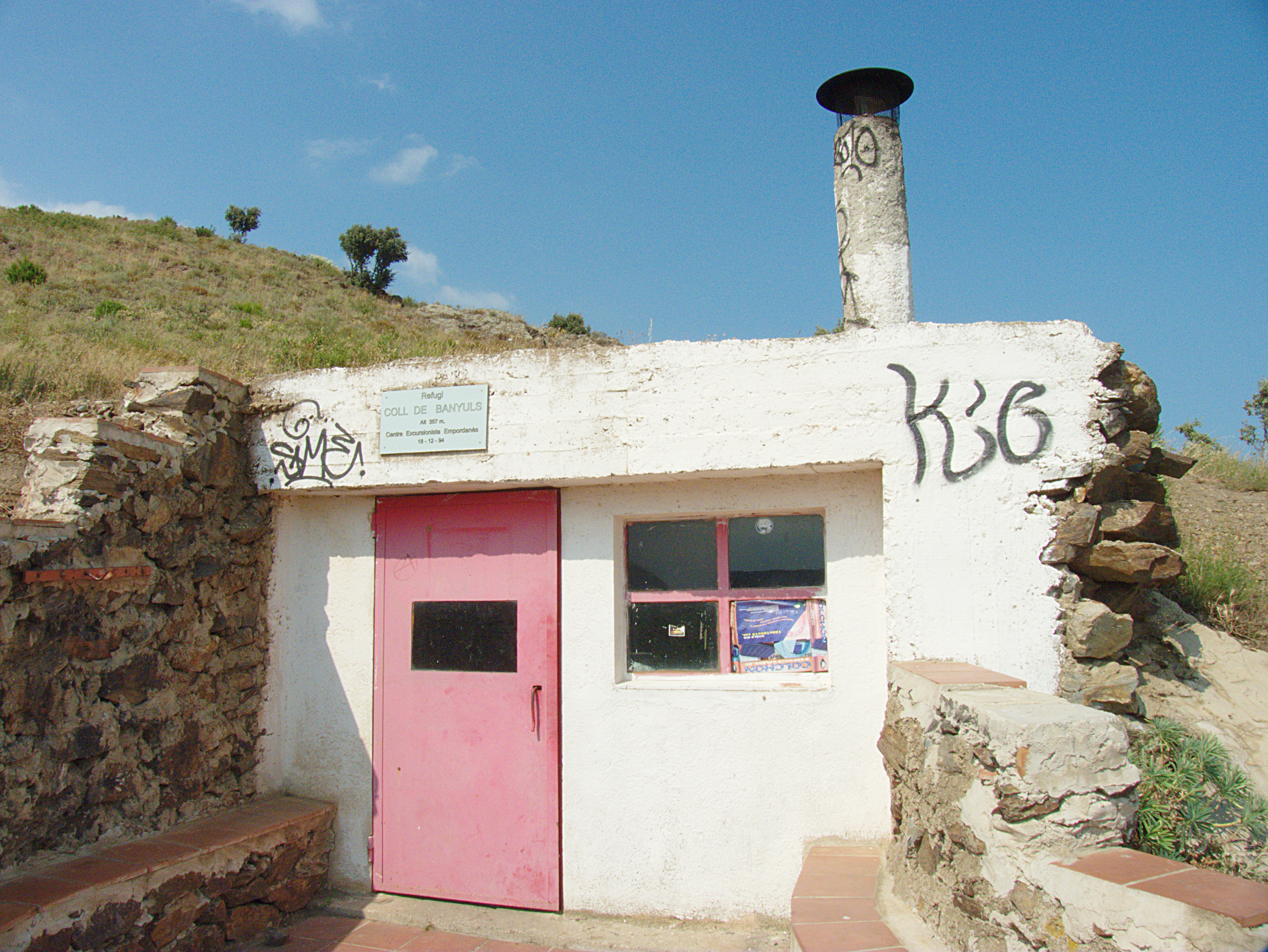
Schutzhütte des CEE
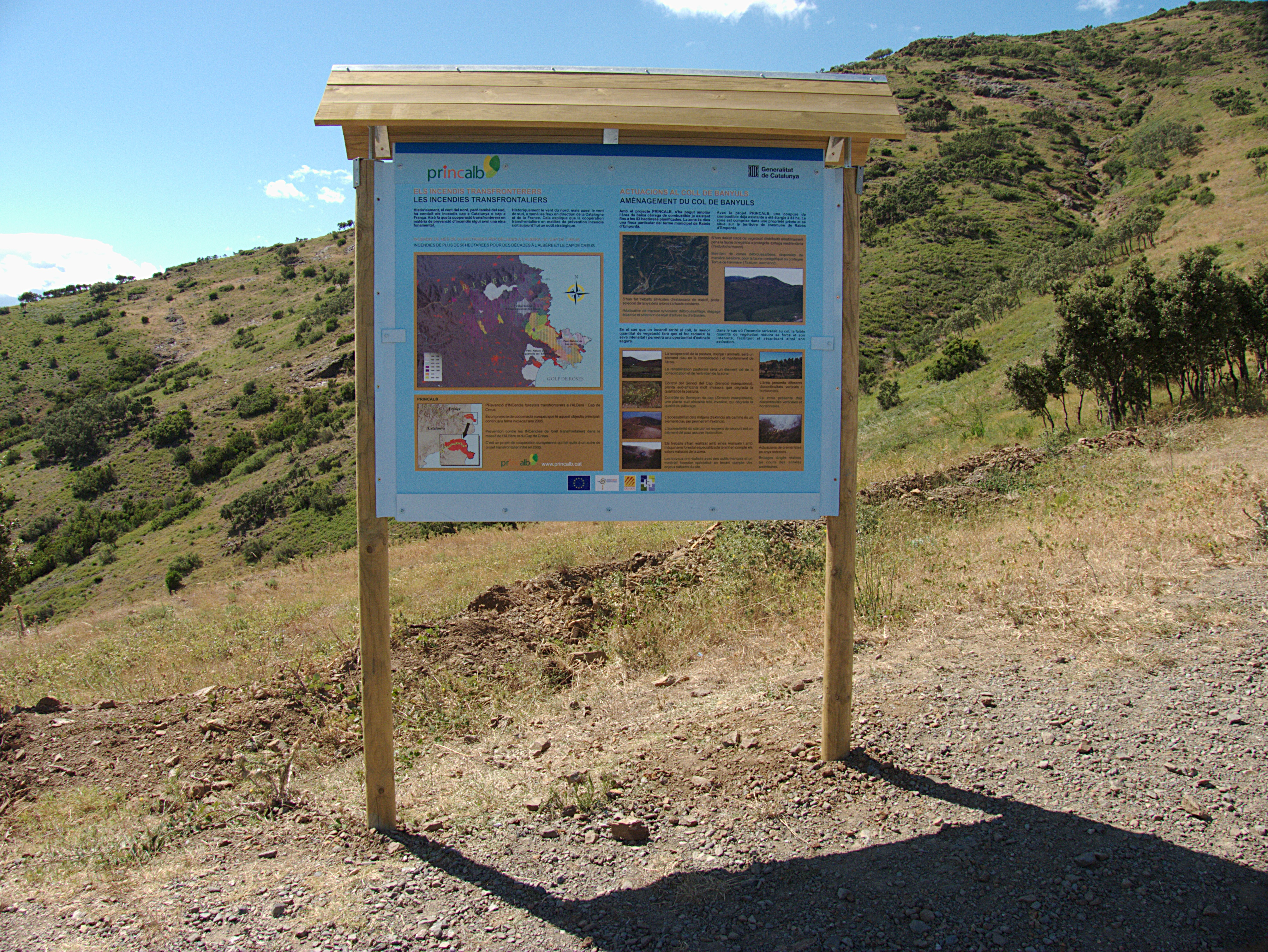
Hinweispanel auf die grenzüberschreitende Feuergefahr
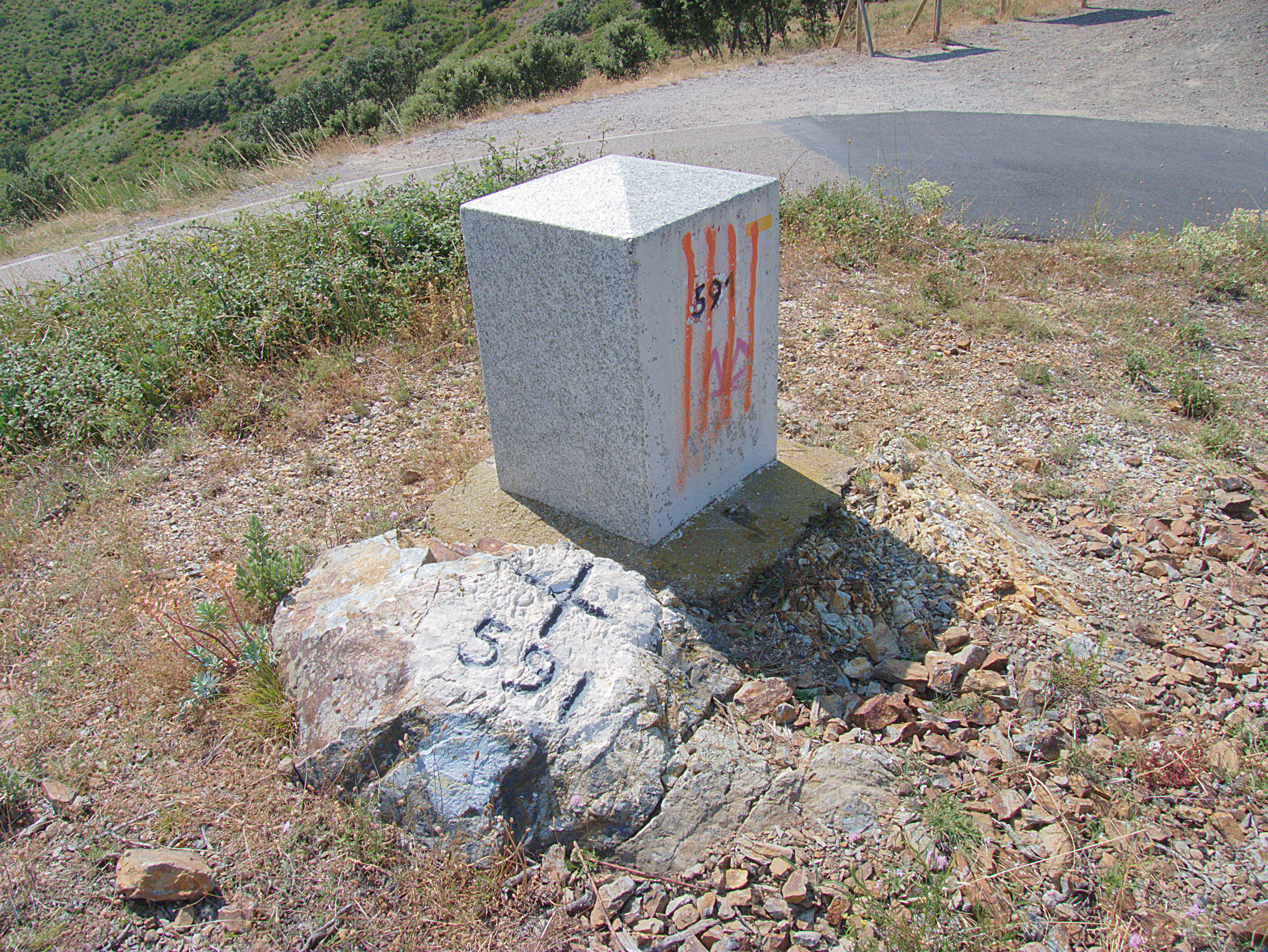
Grenzkreuz N° 591
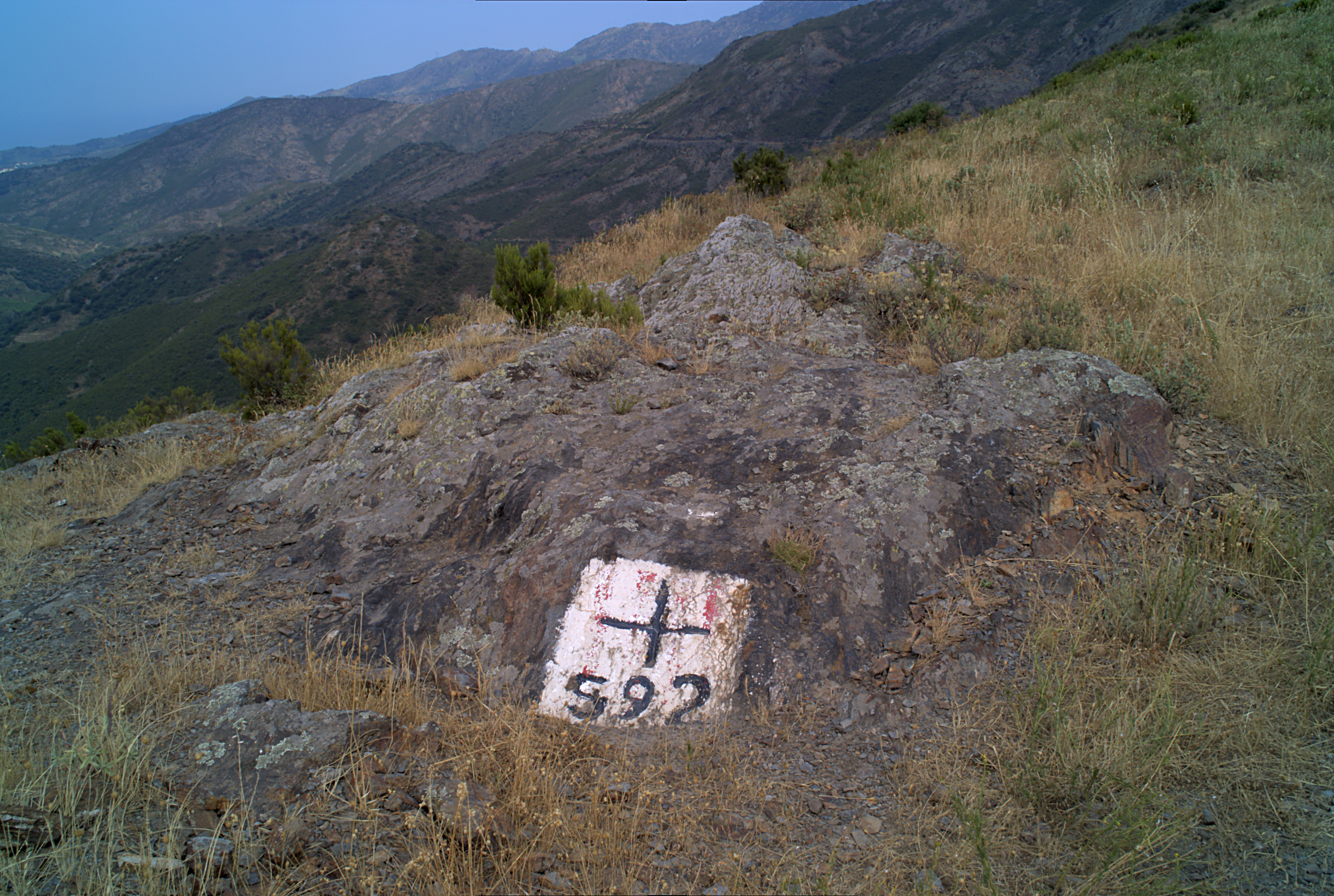
Grenzkreuz N° 592
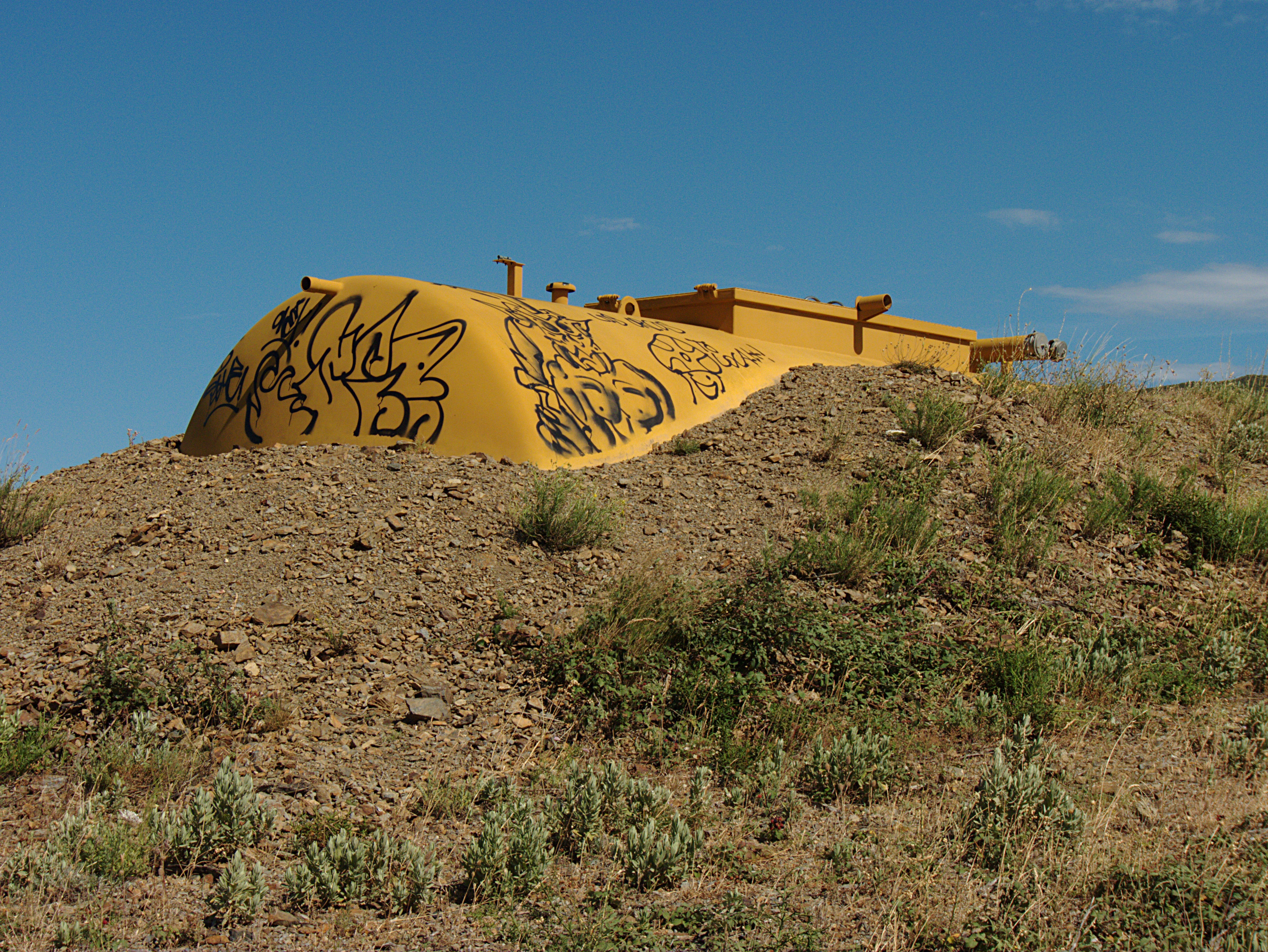
Wasserspeicher
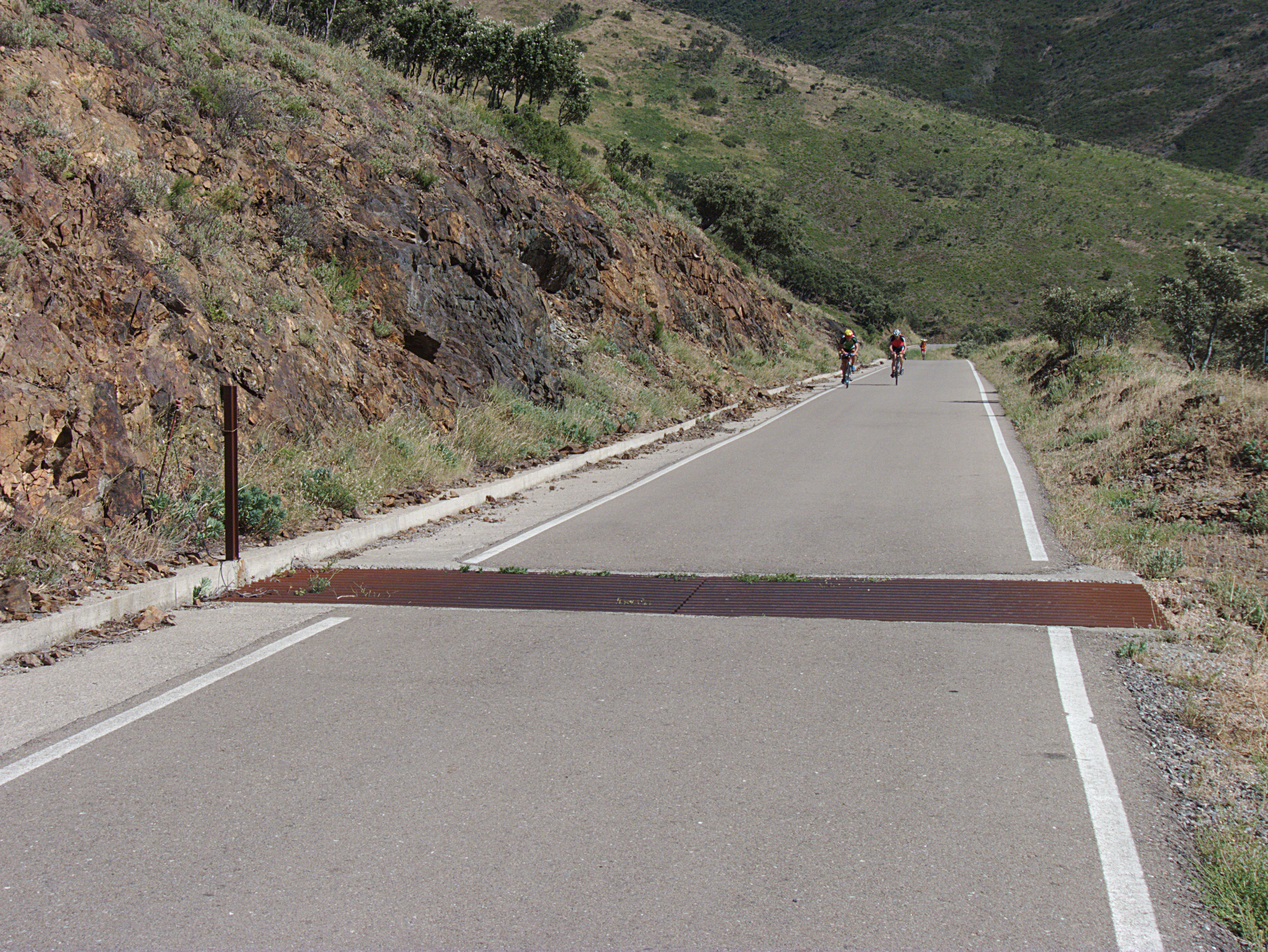
Auffahrt zum Col von der katalanischen Seite (Espolla)
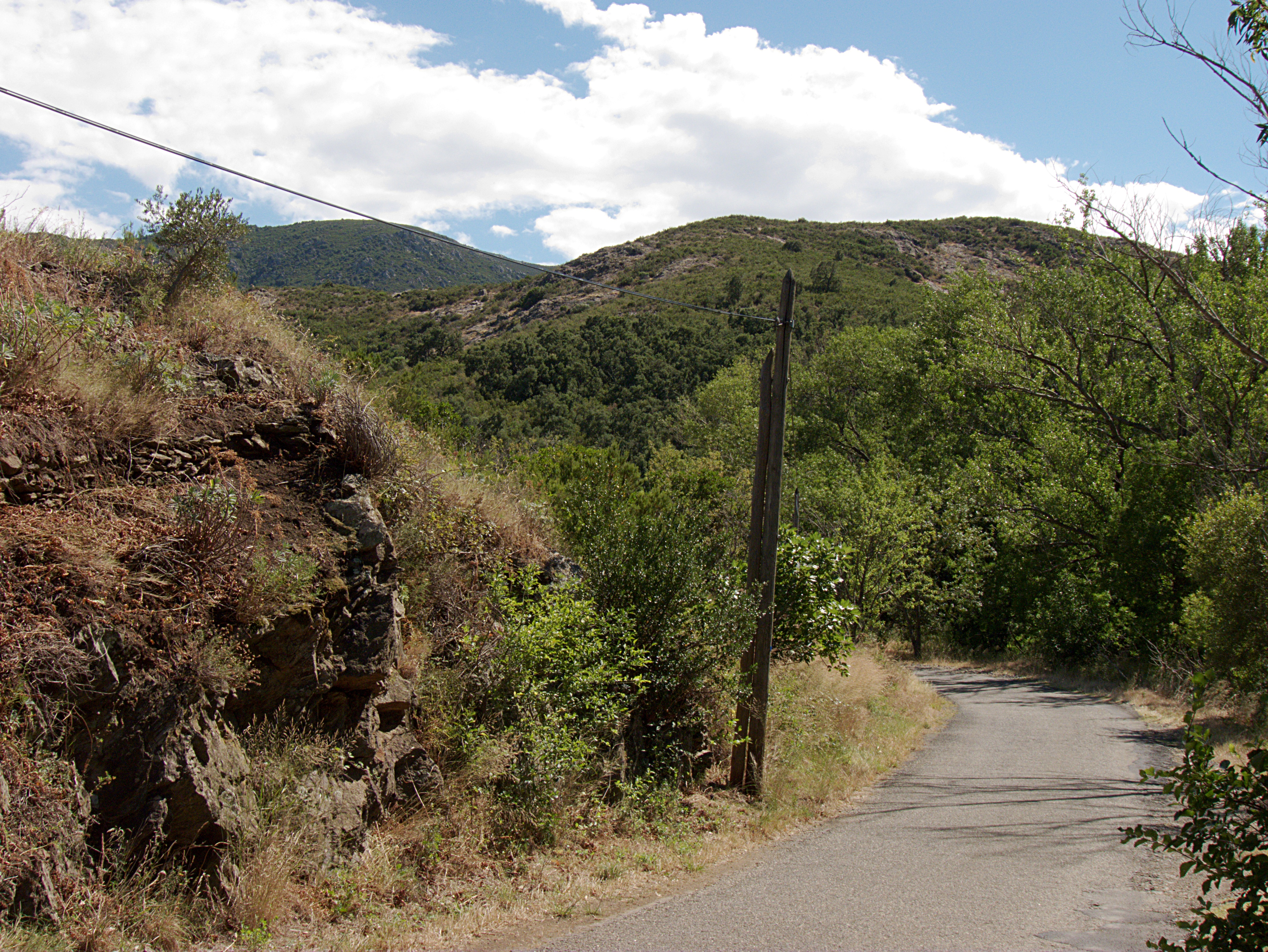
Auffahrt von der französischen Seite (Banyuls-sur-Mer)